# Магнус Вісландер
Магнус Вісландер  (швед. Magnus Wislander, 22 лютого 1964) — шведський гандболіст, олімпійський медаліст, дворазовий чемпіон світу (1990, 1999), чотириразовий чемпіон Європи (1994, 1998, 2000, 2002). У 2000 році Міжнародна федерація гандболу визнала Вісландера найкращим гандболістом XX-го століття.

## Виступи на Олімпіадах
| Олімпіада      | Дисципліна | Місце |
| -------------- | ---------- | ----- |
| Сеул 1988      | гандбол    | 5     |
| Барселона 1992 | гандбол    | 2     |
| Атланта 1996   | гандбол    | 2     |
| Сідней 2000    | гандбол    | 2     |